# Cross Chord
Cross Chord（クロスコード）は、2006年製作の日本映画である。井上秀憲監督。タイトルの「Cross Chord」という言葉は、監督の造語である。
主演の2人による映画の制作過程を追うラジオ番組も同時進行で制作され、そこで募ったリスナーからの意見を映画に取り入れたり、抽選で選ばれたリスナーがエキストラとして撮影に参加したり等、ファン参加型の映画となった。

## あらすじ
自分に自信が持てず夢に破れ帰国したヒロは、4人の仲間たちを集めてバンドを結成し、ライブハウス再建に奮闘する。

## キャスト
- ショウ：森久保祥太郎
- ヒロ：高橋広樹
- シンスケ：高山猛久
- ユージ：柴木丈瑠
- オーナー：IKURA
- ミカ：茅原実里
- 京子：納見佳容
- 楽器屋：エレキコミック
- シスター：杉本彩

## スタッフ
- 監督：井上秀憲
- 脚本：金杉弘子